# دومينيك موشيانو
دومينيك هيلينا موشيانو (من مواليد 30 سبتمبر 1981) لاعبة جمباز أمريكية كانت عضوة ضمن فريق الجمباز الأمريكي للسيدات الحائز على الميدالية الذهبية "العظماء السبعة" في دورة الألعاب الأولمبية الصيفية 1996 في أتلانتا.